# Symphyodon oblongifolius
Symphyodon oblongifolius là một loài rêu trong họ Daltoniaceae. Loài này được Renauld & Cardot Broth. mô tả khoa học đầu tiên năm 1907.